# Юродство

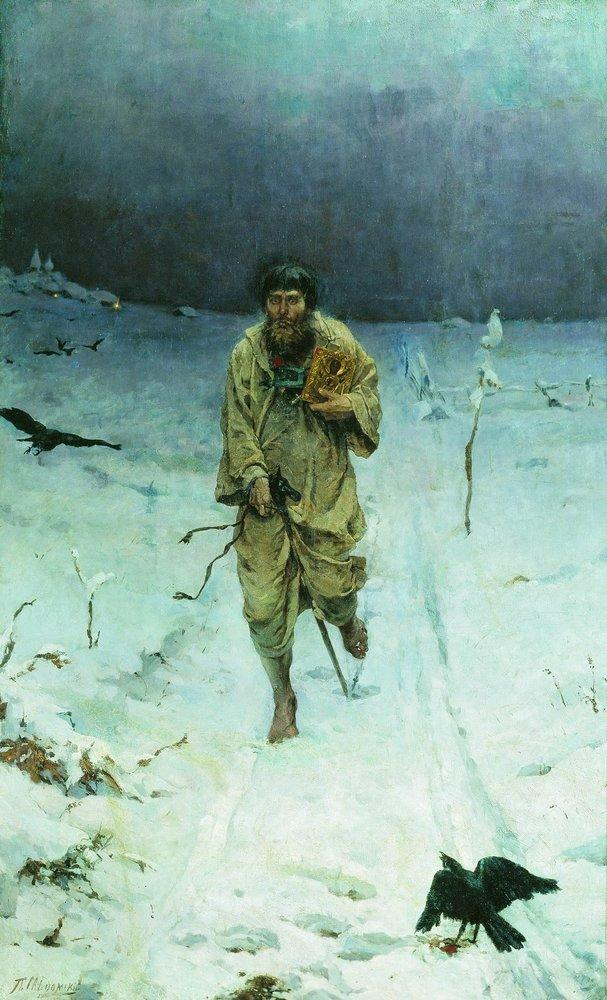
«Юродивый», картина Павла Сведомского

Юро́дство Христа ради (от ст.‑слав. оуродъ, юродъ — «дурак, безумный») — намеренное старание казаться глупым, безумным. В православии юродивые Христа ради — как правило, религиозные подвижники из мирян, иногда странствующие монахи. Целями мнимого безумия (юродства Христа ради) объявляются обличение мирских ценностей, сокрытие собственных добродетелей и навлечение на себя поношений и оскорблений.
В церковнославянском слово «юродивый» употребляется также и в прямом значении, «неразумный»: «Пять же бе от них мудры, и пять юродивы» (Мф. 25:2, «Притча о десяти девах»).

## В Ветхом Завете
В христианской традиции[кто?]  некоторые пророки Ветхого Завета Библии считаются[кто?]  предшественниками юродивых «Христа ради».
Пророк Исаия ходил нагим и босым в течение трёх лет, предупреждая о предстоявшем вскоре вавилонском плене (Ис. 39:5—7); пророк Иезекииль лежал перед камнем, обозначавшим осаждённый Иерусалим, и ел хлеб, приготовленный, по повелению Бога, на коровьем помёте (Иез. 4:15); Осия вступил в брак с блудницею, что символизировало неверность Израиля Богу (Ос. 3). Целью вышеуказанных действий было привлечь внимание окружающих и побудить народ Израильский к покаянию и обращению. Пророки, указанные в Ветхом Завете, не считались юродивыми в полном смысле этого слова, а лишь время от времени прибегали к нетрадиционным или вызывающим поступкам для доведения до обывателей воли Божьей, однако подобные поступки не являлись их аскетическими стремлениями.

## После Рождества Христова
Согласно христианским[кто?] представлениям, религиозный подвиг юродства состоит в отвержении с наибольшей последовательностью мирских забот — о доме, семье, труде, о подчинении власти и правилам общественного приличия. Апостол Павел в своём Послании к Коринфянам призывает «Будьте подражателями мне, как я Христу» (1Кор. 11:1). Из этого делают[кто?]  вывод, что Христос и святые могли быть примером «для тех ревностных христиан, которые стремились следовать Учителю во всем, претерпеть то, что Он претерпел».
Безумие Нового Завета понимается[кем?] представлениям, в духовном смысле, а не в психопатологическом. Если установления тогдашнего общества считать мудростью, то Христос и его ученики призывали изменить их или отречься от них, став соответственно «безумными» для «мира сего».
Одним из оснований подвига юродства являются проповеди Апостола Павла в Новом Завете:

- «Мы безумны Христа ради, а вы мудры во Христе; мы немощны, а вы крепки; вы в славе, а мы в бесчестии. Даже доныне терпим голод и жажду, и наготу и побои, и скитаемся, и трудимся, работая своими руками. Злословят нас, мы благословляем; гонят нас, мы терпим…» (1Кор. 4:10)
- «Не обратил ли Бог мудрость мира сего в безумие?» (1Кор. 1:20)
- «Никто не обольщай самого себя. Если кто из вас думает быть мудрым в веке сем, тот будь безумным, чтобы быть мудрым» (1Кор. 3:18)
- «Ибо мудрость мира сего есть безумие пред Богом...» (1Кор. 3:19)
- «…слово о кресте для погибающих юродство есть» (1Кор. 1:18)
- «…благоугодно было Богу юродством проповеди спасти верующих» (1Кор. 1:21)
- «…мы проповедуем Христа распятого… для Еллинов безумие» (1Кор. 1:23)
- «…потому что немудрое Божие премудрее человеков» (1Кор. 1:25)

Преподобный Антоний в ранние века христианства говорил: «Приходит время, когда люди будут безумствовать, и если увидят кого не безумствующим, восстанут на него и будут говорить: „Ты безумствуешь“, — потому что он не подобен им„.
По словам святителя Афанасия Александрийского:

Люди называют умными тех, кто умеет покупать и продавать, вести дела и отнимать у ближнего, притеснять и лихоимствовать, делать из одного обола два, но Бог считает таких глупыми, неразумными и грешными. Бог хочет, чтобы люди стали глупы в земных делах и умны в небесных. Мы называем умным того, кто умеет выполнять Божью волю.

Больше всего святых юродивых было на Руси — в Русской православной церкви почитают 36 юродивых. Первым из известных юродивых на территории нынешней России считается Прокопий Устюжский, который с территории Европы прибыл в Новгород, затем в Устюг. Он вел строгий аскетический образ жизни. Юродивые пришли на смену волхвам и обладали духовным авторитетом в народе. Сам Иван Грозный относился к ним с благоговением: так, когда Миколка Свят обругал царя и предрёк ему смерть от молнии, царь просил молиться, чтобы Господь избавил его от такой участи. Другим знаменитым юродивым при Иване был Василий, ходивший совершенно нагим. В его честь назван храм Василия Блаженного.
Значительное влияние в светском обществе Санкт-Петербурга с 1901 по 1911 год имел юродивый Митя Козельский (получил известность также как Митя Коляба, Митя Гугнивый, настоящее имя — Дмитрий Попов). Он пользовался доверием императора Николая II и императрицы Александры Фёдоровны. Доктор философских наук Андрей Григоренко характеризовал его как «глухого и немого, полуслепого, кривоногого человека с кривым позвоночником и с двумя обрубками вместо рук». По мнению доктора исторических наук Александра Боханова, напротив, человек XXI века должен отвлечься от современных представлений о «способе существования белковых тел» и увидеть в общении императора с Митей Козельским «душевную радость, тот праздник, который давало верующему прикосновение к Божественному свету». После удаления от двора Митя Козельский стал ярым противником Григория Распутина. Среди других «мистических друзей» императорской семьи, которые воспринимались обществом как юродивые, выделялись Вася-босоножка, Паша Саровская, Матрона Босоножка и Дарья Осипова.
Профессор Лю Тяньцай причисляет юродство к традициям русской культуры.

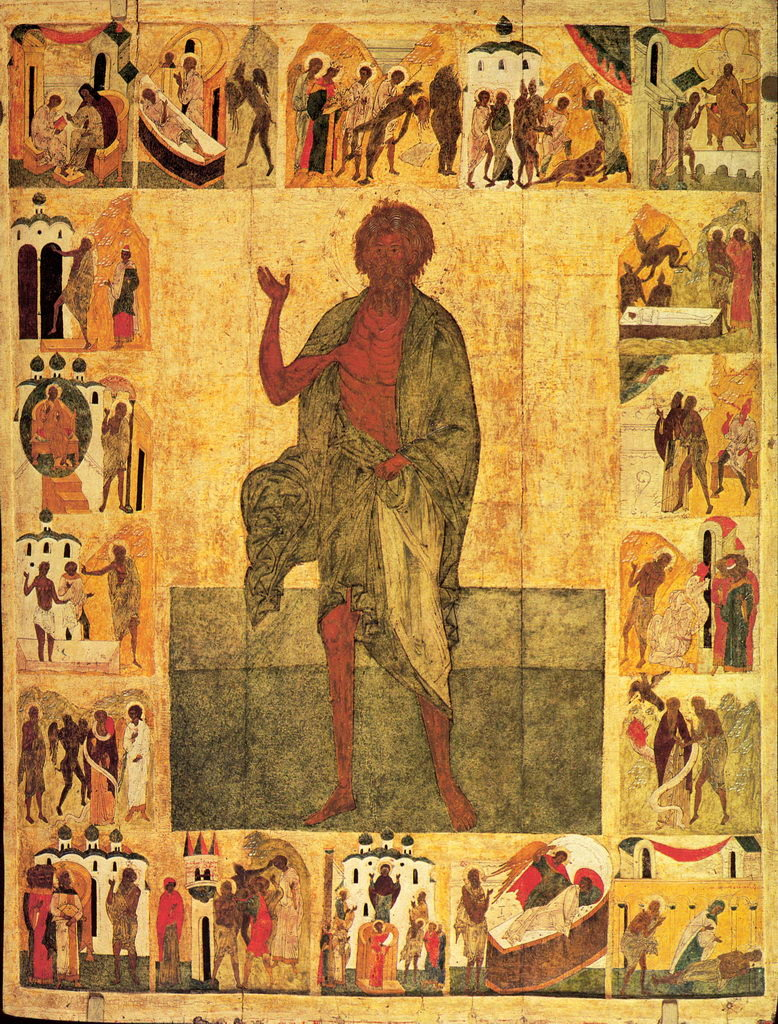
Андрей Юродивый (ум. в 936 году) — византийский юродивый
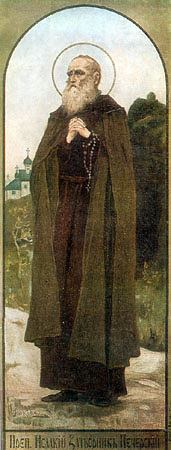
Исаакий Печерский, первый русский юродивый (фреска В. Васнецова в киевском Владимирском соборе)
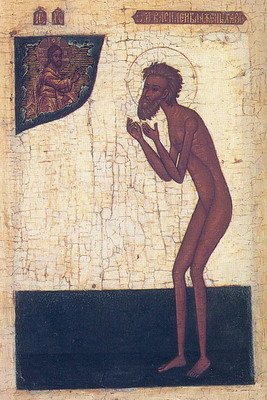
Василий Блаженный
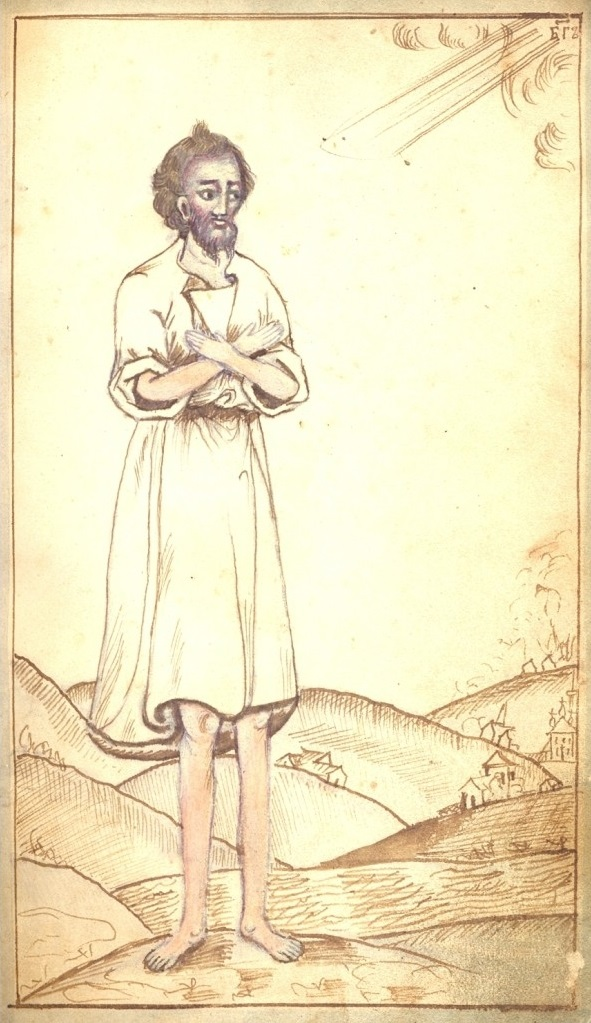
Симон Блаженный Юрьевецкий (? — 04/17.11.1584 (? 1586)) — блаженный чудотворец из Юрьевца Поволжского. Рисунок из рукописного жития XIX века храма Богоявления в Юрьевце
- икона блаженного Михаила Переславского (Миши—Самуила) на месте его погребения у алтаря Троицкого собора, городской округ Переславль-Залесский, Троицкая слобода
- Ковчег с частицей мощей блаженного Лаврентия, Свято-Лаврентьев монастырь, Калуга
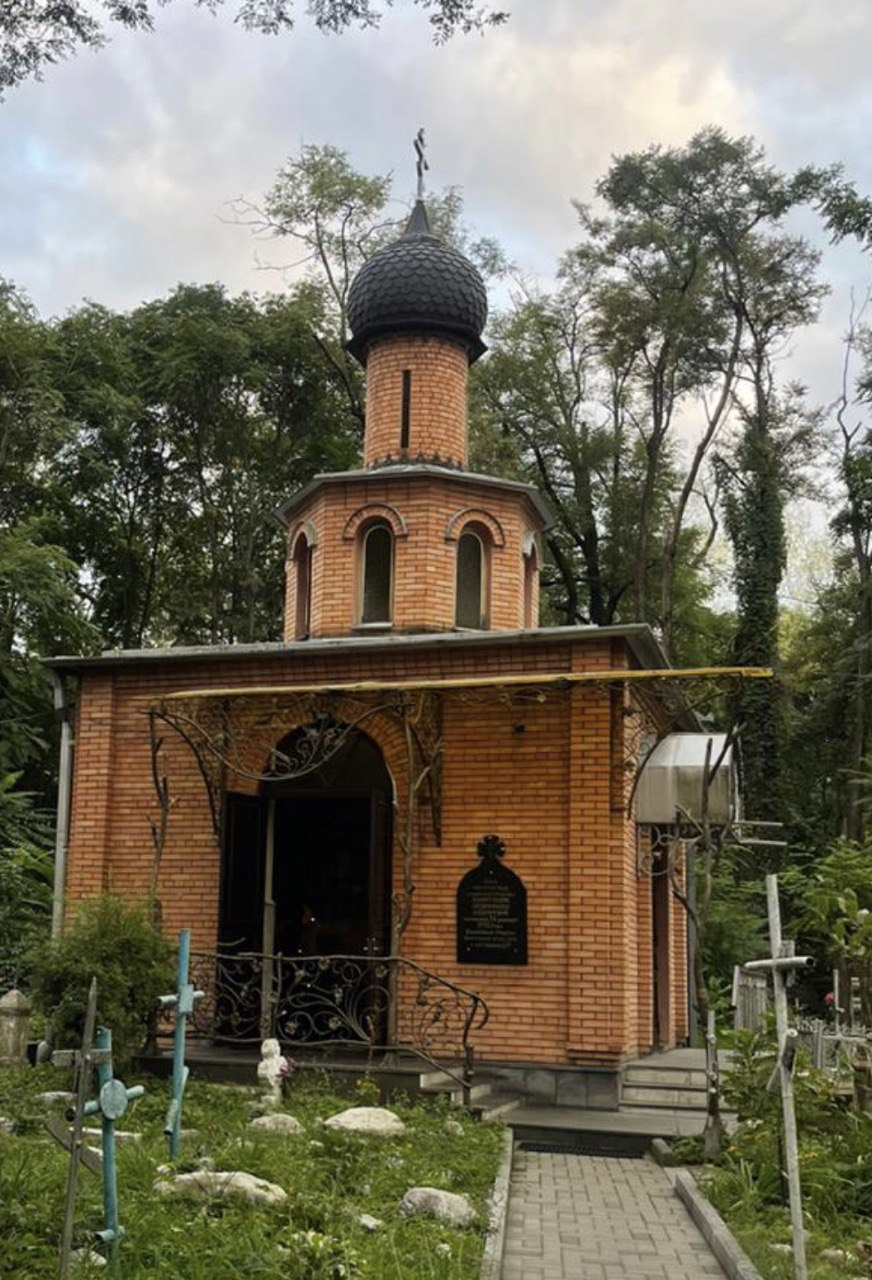
Часовня над могилой блаженной старицы Анастасии Владикавказской на территории храма пророка Илии. Владикавказ, Северная Осетия-Алания